# Joezjny Oleni-eiland
Het Joezjny Oleni-eiland (Russisch: Южный Олений остров, Jezjny Oleni ostrov, "Zuidelijk Herteneiland") is een eiland in het noordelijke deel van het Onegameer.
Het eiland is gelegen op het grondgebied van de landelijke nederzetting Velikogoebski in de regio Medvezjegorsk in de republiek Karelië, 12 km ten oosten van het eiland Kizji. Het maakt deel uit van de naar de Kizji-scheren, een systeem van eilanden grenzend aan het Zaonezjski-schiereiland. Het is ongeveer 2,5 km lang en 0,5 km breed, met een oppervlakte van 75 hectare.
Joezjny Oleni-eiland is een geologisch en archeologisch monument van Karelië, met unieke kalksteen-dolomietrotsen van het Boven-Jatulian, een opeenhoping van fossielen (stromatolieten en oncolieten) van ongeveer 2 miljard jaar oud, en een complex van archeologische objecten uit het laat-mesolithicum.

## Archeologie
Op het eiland wordt al sinds de 18e eeuw kalk gewonnen. In 1908 verhuurden de boeren van de dorpen Koergenitsa en Lachta het eiland aan de Noordelijke Mijnbouwvereniging, bariet werd gedolven voor de particuliere zoetwarenfabrieken van Flora Edoeardovna Offenbacher. Meer dan 100 arbeiders uit Finland woonden op het eiland. In 1928 werd het staatsbedrijf "Oleneostrovski Kalkonderneming" opgericht.
In 1936-1938 werden op het eiland archeologische opgravingen uitgevoerd door het Leningrader Instituut voor Archeologie. Er werden meer dan 170 graven gevonden. Ook werden er twee mesolithische nederzettingen gevonden: de Oleneostrovski-site en de Joezjny Oleni Ostrov 2-site. De bevolking van de Onegacultuur, die in het mesolithische tijdperk aan de oevers van de Vozjmaricha-baai leefde, begroef haar doden op het Joezjny-Oleni-eiland tijdens de Misox-koudeperiode, 8.200 jaar BP. De begrafenissen op het Joezjny Oleni-eiland vonden slechts 100-200 jaar lang plaats. De Oleneostrovski-begraafplaats werd ongeveer 8.340-8.200 jaar geleden gebruikt, en eindigden 8.125-7.935 jaar geleden.
Tijdens de Tweede Wereldoorlog werd Joezjny Oleni-eiland van november 1941 tot juni 1944 bezet door Finland. In 1945-1947 werkten Duitse krijgsgevangenen aan de ontwikkeling. Na de liquidatie in 1956 van het staatsbedrijf "Oleneostrovski Kalkonderneming" werd ook de op het eiland bestaande smalspoorbaan ontmanteld.

## DNA-gegevens

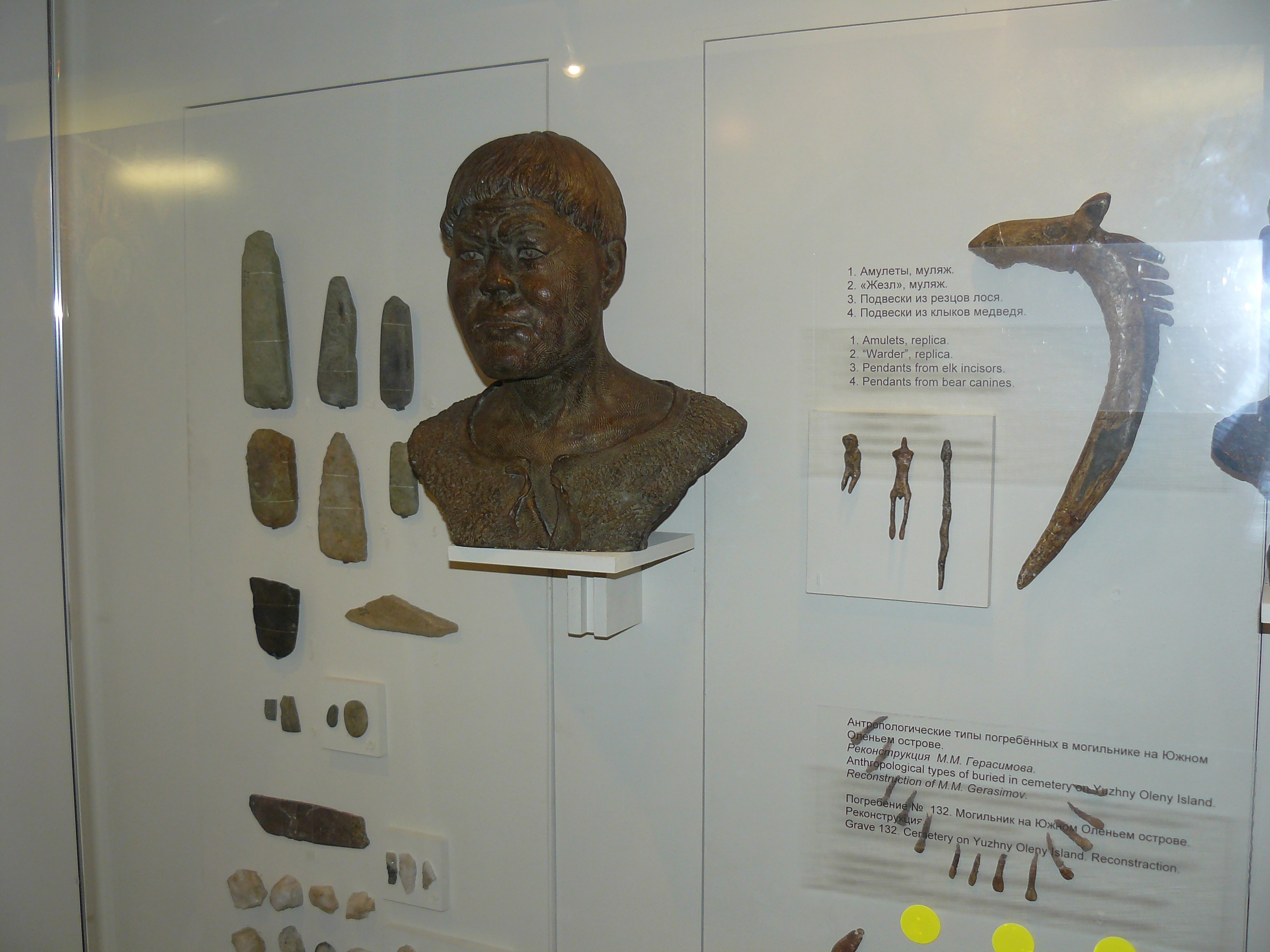
een jager-verzamelaar van Joezjny Oleni-eiland, gereconstrueerd door Michail Gerasimov; expositie in het Nationaal Museum van de Republiek Karelië

Bij drie individuen die 7.500 jaar BP op het eiland leefden (UZOO-7, UZOO-8 en UZOO-74), werd de mitochondriale haplogroep C1 geïdentificeerd, die uiterst zeldzaam is in Europa. Het haplotype van alle drie de bewoners van het Joezjny Oleni-eiland behoorde tot een speciale nieuwe subclade C1f, waarvoor geen overeenkomsten werden gevonden in de huidige database van fossiele en moderne mitochondriale genomen. Naast haplogroep C (mtDNA) werden mitochondriale haplogroepen U4, U2e, U5a, J, H en U4a en Y-chromosoom haplogroepen R1a1-SRY10831.2 gevonden op Joezjny Oleni-eiland in het monster UzOO74 en J2a in monster UzOO40.
Het mtDNA toont de genetische band van de bevolking met de Oeral en West-Siberië. Zo bereikt haplogroep U4 momenteel zijn maximale frequentie in de Oeral. Haplogroep C (mtDNA) wordt ook beschouwd als een typische Siberische haplogroep.